# Agonischius piceus
Agonischius piceus là một loài bọ cánh cứng trong họ Elateridae. Loài này được Garg & Vasu miêu tả khoa học năm 1999.